# Lijst van Highland single malts

Lowland
Highland
Speyside
Island
Campbeltown
Islay

Deze lijst bevat single malt whisky's die worden geproduceerd in de Schotse Hooglanden.
- Aberfeldy Single Malt
- Allt-a-Bhainne Single Malt
- Angus Dundee Single Malt
- Balbair Single Malt
- Ben Nevis Single Malt
- Benrinnes Single Malt
- Blair Athol Single Malt
- Brora Single Malt
- Clynelish Single Malt
- Croftengea Single Malt
- The Dalmore Single Malt
- Dalwhinnie Single Malt
- Deanston Single Malt
- Drumguish Single Malt
- The Edradour Single Malt
- Fettercairn Single Malt
- Glen Albyn Single Malt
- Glencadam Single Malt
- Glen Deveron Single Malt
- Glendower Single Malt
- Glen Eden Single Malt
- Glen Garioch Single Malt
- Glengoyne Single Malt
- Glenmorangie
- Glen Ord Single Malt
- Glenrothes Single Malt
- Glentromie Single Malt
- Glenturret Single Malt
- Imperial Single Malt
- Inchgower Single Malt
- Inchmurrin Single Malt
- Inverarity Single Malt
- Knockdhu Single Malt
- Loch Dhu Single Malt
- Loch Lomond Single Malt
- Loch Morar Single Malt
- Longmorn Single Malt
- Macphail's Single Malt
- Mannochmore Single Malt
- McClelland's Highland Single Malt
- Millburn Single Malt
- Oban Single Malt
- Old Pulteney Single Malt
- Old Roshdu Single Malt
- Royal Brackla
- Royal Lochnagar Single Malt
- The Singleton Single Malt
- Teaninich Single Malt
- Tomatin Single Malt
- Tullibardine Single Malt